# Malimono
Malimono est une localité de la province de Surigao du Nord, aux Philippines. En 2015, elle compte 18 054 habitants.